# San Francisco 49ers
San Francisco 49ers (forty niners) je profesionální klub amerického fotbalu, který sídlí v San Franciscu ve státě Kalifornie. V současné době je členem West Division (Západní divize) National Football Conference (NFC, Národní fotbalové konference) National Football League (NFL, Národní fotbalové ligy). Klub vznikl v roce 1946 jako zakládající člen All-America Football Conference a v roce 1950 rozšířil řady NFL, když se tyto dvě soutěže spojily. 49ers patří k nejúspěšnějším dynastiím v NFL, protože získali pět Super Bowlů z pěti účasti během pouhých čtrnácti sezón (1981–1994). Za těmito úspěchy stojí slavné osobnosti jako Joe Montana, Jerry Rice, Steve Young, Ronnie Lott nebo trenér Bill Walsh. Jméno "49ers" pochází z pojmenování prospektorů, kteří v roce 1849 dorazili do severní Kalifornie během Kalifornské zlaté horečky. Klub je právně registrován jako San Francisco Forty Niners, Ltd., a je nejstarším profesionálním sportovním týmem v Kalifornii, který nikdy nepřesídlil jinam.

## Hráči

### Členové Síně slávy profesionálního fotbalu

#### Hráči
- 1969 – Joe Perry
- 1969 – Leo Nomellini
- 1970 – Hugh McElhenny
- 1971 – Y. A. Tittle
- 1985 – O. J. Simpson
- 1987 – John Henry Johnson
- 1994 – Jimmy Johnson
- 2000 – Ronnie Lott
- 2001 – Joe Montana
- 2005 – Steve Young
- 2008 – Fred Dean
- 2008 – Bob St. Clair
- 2009 – Bob Hayes
- 2009 – Rod Woodson
- 2010 – Rickey Jackson
- 2010 – Jerry Rice
- 2011 – Deion Sanders
- 2011 – Richard Dent
- 2012 – Chris Doleman
- 2013 – Larry Allen
- 2015 – Charles Haley
- 2016 – Kevin Greene
- 2018 – Randy Moss
- 2018 – Terrell Owens

#### Funkcionáři
- Bill Walsh – trenér
- Buck Shaw – trenér
- Eddie DeBartolo Jr. – majitel

### Vyřazená čísla
- 8: Steve Young
- 12: John Brodie
- 16: Joe Montana
- 34: Joe Perry
- 37: Jimmy Johnson
- 39: Hugh McElhenny
- 42: Ronnie Lott
- 70: Charlie Krueger
- 73 : Leo Nomellini
- 79: Bob St. Clair
- 80: Jerry Rice
- 87: Dwight Clark

### Draft
Hráči draftovaní v prvním kole za posledních deset sezón:
| Rok  | Pořadí | Jméno hráče                     | Pozice                   | Univerzita                                |
| 2010 | 11 17  | Anthony Davis Mike Iupati       | Offensive tackle Guard   | Rutgers University University of Idaho    |
| 2011 | 7      | Aldon Smith                     | Defensive end            | University of Missouri                    |
| 2012 | 30     | A. J. Jenkins                   | Wide receiver            | University of Illinois                    |
| 2013 | 18     | Eric Reid                       | Free safety              | Louisiana State University                |
| 2014 | 30     | Jimmie Ward                     | Strong safety            | Northern Illinois University              |
| 2015 | 17     | Arik Armstead                   | Defensive end            | University of Oregon                      |
| 2016 | 7 28   | DeForest Buckner Joshua Garnett | Defensive end Guard      | University of Oregon Stanford University  |
| 2017 | 3 31   | Solomon Thomas Reuben Foster    | Defensive end Linebacker | Stanford University University of Alabama |
| 2018 | 9      | Mike McGlinchey                 | Offensive tackle         | University of Notre Dame                  |
| 2019 | 2      | Nick Bosa                       | Defensive end            | Ohio State University                     |